# Headhunter (banda)
Headhunter es un grupo alemán de thrash metal nacida en el año 1990.

## Biografía
Es una banda donde tocaba el baterista de Stratovarius Jörg Michael, también participa el cantante y bajista de Destruction Marcel Schirmer con el que llegaron a sacar 3 Discos, y el último de ellos fue sacado en 2008, Después de la separación de Stratovarius Jörg Michael, se reunió con su antigua banda y después de 14 años Headhunter editó un nuevo disco llamado Parasite of Society

## Miembros
- Marcel Schmier - Bajo y voz (1990-)
- Schmuddel - Guitarra y coros (1990-)
- Jörg Michael - Batería (1990-)

## Discografía

### Álbumes
- Parody of Life (1990)
- A bizarre gardening accident (1992)
- Rebirth (1994)
- Parasite of Society (2008)